# Les Treize Roses
Pour les articles homonymes, voir Las 13 rosas (film).
Les Treize Roses (en espagnol : Las Trece Rosas) sont un groupe de treize jeunes femmes résistantes, fusillées le 5 août 1939 par le régime franquiste sur les murs du cimetière de La Almudena à Madrid.
Après la fin de la guerre d'Espagne, qui s'achève le 1er avril de la même année, et à la suite de l'entrée des troupes nationalistes dans Madrid, une terrible répression s'abat sur les vaincus. C'est dans ce cadre que sont arrêtées plusieurs jeunes femmes, âgées de 18 à 29 ans, la plupart membres des Jeunesses socialistes unifiées (JSU), l'organisation du Parti communiste d'Espagne (PCE) pour la jeunesse. Elles sont emprisonnées, jugées et exécutées ensemble à la suite d'un procès sommaire et inique, qui condamne également cinquante hommes. Une quatorzième jeune fille est exécutée l'année suivante, le 19 février 1940.
Leur histoire a inspiré un roman historique à succès de Carlos Fonseca, porté à l'écran par Emilio Martínez Lázaro en 2007.

## Histoire
En 1939, la ville de Madrid défendue par les forces républicaines espagnoles tombe finalement aux mains des troupes nationalistes, après trente mois de siège. Les principaux dirigeants du Parti communiste d'Espagne (PCE) et de leur mouvement de jeunesse, les Jeunesses socialistes unifiées (JSU), quittent l'Espagne pour échapper à la répression. Les JSU, qui ne comptent plus que des membres peu connus, tentent pourtant de se réorganiser clandestinement, sous la direction de José Pena Brea, un jeune militant de 21 ans qui devient secrétaire général du comité provincial de Madrid.

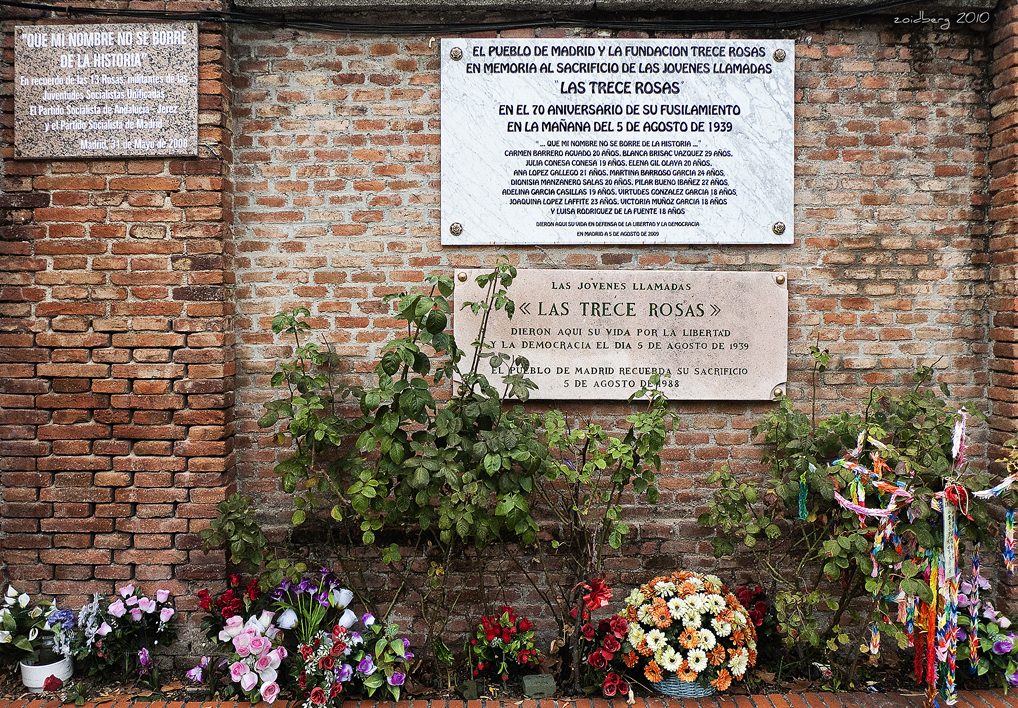
Plaque commémorative des Treize Roses, sur le mur du Cimetière de La Almudena, à Madrid.

Du fait de l'action de Roberto Conesa, un policier infiltré dans les JSU, c'est toute l'organisation qui s'effondre au bout de seulement quelques semaines, moins d'un mois après la fin de la guerre. Arrêté après avoir été dénoncé, José Pena est torturé et obligé de livrer les noms des militants qu'il connaît et de signer une lettre où il confesse des crimes qu'il n'a pas commis. Presque tous les membres des JSU sont arrêtés, dont treize jeunes filles, arrêtées et conduites séparément dans des commissariats, où elles sont torturées, avant d'être enfermées dans la prison pour femmes de Ventas, qui accueille alors plus de quatre mille détenues alors qu'elle est prévue pour en recevoir seulement quatre cent cinquante.
Le 27 juillet 1939, un attentat est commis sur la route d'Estrémadure, près de Talavera de la Reina, contre la voiture dans laquelle circulent le commandant Isaac Gabaldón, membre éminent de la cinquième colonne madrilène et chargé depuis plusieurs semaines de la répression, puisqu'il s'occupait des « Archives de la maçonnerie et du communisme », qui fournit aux juges militaires des conseils de guerre les documents qui servent à accuser les partisans de la République. Sa fille et son chauffeur sont les autres victimes de cet attentat.
Le régime franquiste veut punir ceux qu'il considère responsables de l'attentat, alors que ce genre d'assassinat se multiplie dans la région de Madrid, et l'attribue à un réseau communiste de grande ampleur. Un procès est ouvert contre soixante-sept membres des JSU, déjà jetés en prison au moment de l'attentat, mais accusés d'appartenir à une organisation rebelle, d'avoir distribué des tracts avant l'entrée des troupes nationalistes à Madrid. On les accuse finalement de « troubler l'ordre social et juridique de la nouvelle Espagne », d'« adhésion à la rébellion », et indirectement d'avoir soutenu l'attentat contre le commandant Isaac Gabaldón. C'est dans ce groupe de soixante-sept accusés que figurent les « Treize Roses ». Un premier conseil de guerre, le 4 août 1939, condamne à mort soixante-cinq des soixante-sept accusés, l'exécution étant placée aux jours suivants. Comme la majorité pour les femmes était fixée à 23 ans (21 pour les hommes), neuf des « treize roses » étaient mineures, mais ces dernières furent jugées par la « Loi des responsabilités politiques » qui avait abaissé l'âge de la responsabilité à 14 ans.
Les treize jeunes femmes, enfermées ensemble à la prison de Las Ventas, sont exécutées contre le mur du cimetière de la Almudena, le même jour que cinquante de leurs camarades masculins, au matin du 5 août. Le 7 août, un autre conseil de guerre condamne plusieurs hommes à mort et, quelques jours plus tard, vingt-quatre autres personnes sont condamnées à mort dans un troisième procès. Sur trois cent soixante-quatre personnes jugées pour l'attentat contre le commandant Isaac Gabaldón, la plupart sont exécutées.
Leur exécution connaît un certain retentissement international lorsqu'on apprend que, parmi les soixante-trois premiers exécutés se trouvaient treize femmes. Ève Curie mène une campagne de protestation pour les Treize Roses à Paris. Cette campagne, qui fait pression sur les autorités franquistes, ralentit en Espagne le rythme des exécutions.

## Les «Treize Roses»
- Carmen Barrero Aguado (20 ans, couturière).
- Martina Barroso García (24 ans, couturière).
- Blanca Brisac Vázquez (29 ans, pianiste).
- Pilar Bueno Ibáñez (27 ans, couturière).
- Julia Conesa Conesa (19 ans, couturière).
- Adelina García Casillas (19 ans, militante politique).
- Elena Gil Olaya (20 ans, militante politique).
- Virtudes González García (18 ans, couturière).
- Ana López Gallego (21 ans, couturière).
- Joaquina López Laffite (23 ans, secrétaire).
- Dionisia Manzanero Salas (20 ans, couturière).
- Victoria Muñoz García (18 ans, couturière).
- Luisa Rodríguez de la Fuente (18 ans, couturière)[1].

## Postérité

### Littérature
- Cet épisode tragique de l'histoire de la fin de la guerre d'Espagne a inspiré un livre à Carlos Fonseca où il retranscrit les lettres qu'elles ont envoyées à leur famille[8].
- Dans son roman Las trece rosas l'écrivain espagnol Jesús Ferrero imagine leurs vies carcérales[9].

### Théâtre
- Le Café de la Danse en 2007, à Paris[10] et la Compagnie des Sept Vies au théâtre de Saint-Quentin-en-Yvelines le 18 janvier 2018.

### Cinéma
- Las 13 rosas (« Les treize roses » en français), film espagnol réalisé par Emilio Martínez Lázaro en 2007. Il est inspiré du livre Treize Roses rouges de Carlos Fonseca.

### Musique
- Le groupe de rock aragonais Vinos Chueca a édité à l'été 2005 une chanson appelée Trece Rosas, tirée du disque Gente que no sabe nada de la vida. La chanson a été écrite par Fernando Bastos.
- Le 3 novembre 2009, le groupe de rock Barricada édite un disque en hommage aux victimes du franquisme, La tierra está sorda, dont deux chansons, Hasta siempre, Tensi et Pétalos, sont dédiées aux Trece Rosas.
- En 2018, le groupe de heavy metal andalou Medina Azahara publie un album et une chanson appelés Trece rosas en hommage aux treize jeunes filles assassinées par les troupes franquistes en 1939.

### Hommages
Depuis 1988 se tient chaque année, le 5 août, une cérémonie en hommage aux Treize Roses, dans le cimetière de La Almudena, à Madrid, face à la plaque commémorative posée en 1988, près du lieu où elles ont été exécutées. Le 5 août 2009, à l'occasion du 70e anniversaire de leur exécution, une nouvelle plaque, avec les noms des treize femmes, a été placée à côté de la précédente. Plusieurs fondations privées telles que la Fundación Trece Rosas et la Fundación Domingo Malagón, ainsi que des partis politiques, comme le PCE, participent à ces cérémonies,,,,. Des particuliers y déposent également des roses.
La fondation Trece Rosas a été fondée en 2005 par des dirigeants historiques du PSOE et du PCE, avec pour but de poursuivre le travail de mémoire de la guerre d'Espagne et de la dictature franquiste. Son président est José Cepeda (député PSOE à l'assemblée de Madrid).
Une fontaine des Trece Rosas est inaugurée en mai 2006 dans la ville madrilène de Getafe, au croisement de l'avenue de España et de l'avenue Juan de Borbón. Elle comporte treize jets agrémentés chacun d'une statue d'acier, avec le nom de chacune des treize femmes. Dans la même ville, un parc du quartier El Bercial a été appelé Parque de las Trece Rosas.